# Capitaine Coupe-Gorge
Capitaine Coupe-Gorge  — Captain Cut-Throat dans l'édition originale américaine — est un roman policier historique de John Dickson Carr paru pour la première fois en Angleterre en 1955.
Ni Gideon Fell ni Henry Merrivale, les deux détectives récurrents de l'auteur, n'apparaissent dans ce roman. 
Le roman évoque l’assassinat de plusieurs sentinelles de la Grande Armée en 1804, près de Boulogne, alors que Napoléon Ier s'apprête à envahir l'Angleterre. L'empereur charge son ministre de la Police de trouver dans les plus brefs délais l'auteur de ces crimes.

## Principaux personnages
- Napoléon Ier[1]
- Joseph Fouché, ministre de la Police
- Hans Schneider, lieutenant
- Alan Hepburn, officier anglais, dit « Alain Latour, vicomte de Bergerac »
- Marie-Madedeine Lenormand, épouse d'Alan Hepburn (« Madedeine Hepburn »)
- Ida de Saint-Elme
- Victor
- Raoul Levasseur
- Caporal Chavasse
- Guy Mercier
- « Oncle Pierre » et « Tante Angèle »
- Jules Dupont, officier de la Garde
- Gideon et Lucy Hopewell, couple d'Américains (Gideon Hopewell est diplomate des États-Unis)

## Résumé

### Intrigue
Entre le 13 et le 19 août 1804, treize sentinelles de l'Armée des côtes de l'Océan, stationnée près de Boulogne-sur-Mer, sont assassinées par une main inconnue. L'empereur Napoléon Ier, qui envisage d'envahir l’Angleterre, a peur que le moral des troupes ne s'effondre et que ces meurtres ne créent la confusion dans l'esprit des soldats. Il convoque donc Joseph Fouché, son ministre de la Police, et lui impartit un délai de huit jours pour découvrir l'assassin. Ce dernier semble d'ailleurs narguer les autorités françaises car il signe ses crimes en laissant des cartes de visite sur les cadavres mentionnant un sobriquet : « Capitaine Coupe-Gorge ».
Fouché se transforme donc en détective pour découvrir l'identité du mystérieux tueur. Au fil de son enquête, il soupçonne une mission de sabotage de l'armée britannique : à qui profitent les crimes, si ce n'est aux Anglais ? Un de leurs agents s'est sans doute introduit dans le camp et tente de semer la terreur.
Son activité lui permet de découvrir l'existence d'un Anglais venu en France pour d'obscurs motifs, Alan Hepburn. Il ordonne à celui-ci de découvrir l'identité du mystérieux tueur. Ses soupçons se tournent aussi vers une mystérieuse « Société des Olympiens »…

### Dénouement et révélations finales
Le délai limite fixé par l’empereur arrivant à son terme, Fouché fait arrêter Alan Hepburn : cet Anglais chargé de découvrir l'identité du Capitaine Coupe-Gorge ne serait-il pas finalement l'assassin recherché ?

## Éditions
Édition originale américaine
- (en) John Dickson Carr, Captain Cut-Throat, New York, Harold Ober Associates, Inc., 1955

Éditions françaises
- John Dickson Carr (auteur) et France-Marie Watkins (traducteur) (trad. de l'anglais), Capitaine Coupe-Gorge [« Captain Cut-Throat »], Paris, Librairie des Champs-Élysées, coll. « Le Masque no 2001 », 1990, 285 p. (ISBN 2-7024-2620-4, BNF 2-7024-2031-1)
- John Dickson Carr (auteur) et France-Marie Watkins (traducteur) (trad. de l'anglais), Capitaine Coupe-Gorge [« Captain Cut-Throat »], « in » J.D. Carr, vol. 5 – Les Romans historiques, Paris, Librairie des Champs-Élysées, coll. « Les Intégrales du Masque. », 1997, 1609 p. (ISBN 2-7024-2627-1, BNF 36190370) Ce volume omnibus réunit les romans suivants : La Fiancée du pendu, Le Diable de velours, Capitaine Coupe-Gorge, À chacun sa peur, Les Démoniaques, Le Grand Secret

## Source bibliographique
- Roland Lacourbe, John Dickson Carr : scribe du miracle. Inventaire d'une œuvre, Amiens, Encrage, 1997, p. 97.